# Nhân dân tự vệ
Nhân dân tự vệ (tiếng Anh: People's Self-Defense Force) là lực lượng dân quân bán thời gian cấp làng xã của Việt Nam Cộng hòa trong chiến tranh Việt Nam. Nhân dân tự vệ chủ yếu bảo vệ nhà cửa và làng mạc khỏi các cuộc tấn công của Mặt trận Dân tộc Giải phóng miền Nam Việt Nam (MTDTGPMNVN) và Quân đội Nhân dân Việt Nam (QĐNDVN).

## Lịch sử
Sau sự kiện Tết Mậu Thân, một phiên họp chung của Quốc hội Việt Nam Cộng hòa đã nhất trí về luật huy động quân sự được ban hành vào ngày 19 tháng 6 năm 1968. Dự luật hạ tuổi nhập ngũ từ 20 xuống 18 và cho phép chính phủ tuyển nam giới trong độ tuổi 18 và 38 để gia nhập Quân lực Việt Nam Cộng hòa (QLVNCH) hoặc Địa phương quân và Nghĩa quân. Thời hạn nhập ngũ được thực hiện vô thời hạn hoặc miễn là chiến tranh còn kéo dài. Ngoài ra, luật quy định rằng thanh niên 17 tuổi và nam giới trong độ tuổi từ 39 đến 43 có thể bị bắt đi nghĩa vụ quân sự không chiến đấu, và tất cả nam giới khác từ 16 đến 50 tuổi đều phải phục vụ trong tổ chức bán quân sự mới mang tên Nhân dân tự vệ, một dạng dân quân làng xã bán thời gian.:314 Tính đến giữa năm 1972, Nhân dân tự vệ có quân số trên giấy tờ là 2–3 triệu đoàn viên.:461

## Cơ cấu tổ chức
Cơ cấu tổ chức Nhân dân tự vệ bao gồm hai thành phần: chiến đấu và yểm trợ. Thành phần cơ bản của Nhân dân tự vệ chiến đấu là đội 11 người bao gồm đội trưởng, đội phó và toán 3 người. Ba đội như vậy gộp thành một tiểu đội gồm 35 người dưới sự chỉ huy của tiểu đội trưởng và tiểu đội phó. Nếu một địa phương có nhiều hơn một tiểu đội thì hai hoặc ba tiểu đội có thể tập hợp lại thành một toán là đơn vị chiến đấu Nhân dân tự vệ  lớn nhất do một toán trưởng và một toán phó chỉ huy. Tất cả các cấp chỉ huy và cấp phó đội, tiểu đội, toán đều được đoàn viên Nhân dân tự vệ bầu chọn dựa trên tố chất lãnh đạo của họ. Thành phần Nhân dân tự vệ yểm trợ đều là tình nguyện viên. Họ cũng được tổ chức thành các đội, tiểu đội, toán nhưng được chia thành các nhóm khác nhau: Thiếu nhi tự vệ, Phụ nữ tự vệ, Lão ông, Lão bà tự vệ theo quy định của văn hóa truyền thống Việt Nam. Những thành phần yểm trợ này cung cấp các dịch vụ như sơ cứu, giáo dục, phúc lợi xã hội và giải trí. Những phụ nữ trẻ khỏe mạnh có thể tham gia Nhân dân tự vệ chiến đấu nếu họ muốn dựa trên cơ sở tự nguyện. Ở nông thôn, nhiều cô gái nông dân tình nguyện tham gia chiến đấu và được tổ chức thành các chi khu riêng biệt. Các nhóm Nhân dân tự vệ chiến đấu được cấp súng trường, súng carbine, súng tiểu liên và súng ngắn. Một số nhóm thậm chí còn nhận được súng trường tự động với số lượng hạn chế trong giai đoạn sau của cuộc chiến.:68

## Nhiệm vụ và quyền hạn
Ở những khu vực tương đối an toàn, Nhân dân tự vệ có thể được sử dụng để hỗ trợ Cảnh sát Quốc gia duy trì luật pháp và trật tự, bảo vệ chống lại các hành động phá hoại và khủng bố của QĐNDVN/MTDTGPMNVN, cũng như ngăn chặn các cuộc xâm nhập của QĐNDVN/MTDTGPMNVN. Ở những nơi an ninh kém chắc chắn hơn, Nhân dân tự vệ chỉ được tổ chức ở những thôn được Địa phương quân bảo vệ. Ngay sau khi một khu vực không an toàn không có QĐNDVN/MTDTGPMNVN, Nhân dân tự vệ dần dần đảm nhận vai trò an ninh thay thế cho các đơn vị Địa phương quân và Nghĩa quân sẽ được tái triển khai đến các khu vực khác vẫn đang trong tình trạng tranh chấp. Tuy nhiên, khi điều này xảy ra, Địa phương quân và Nghĩa quân thường sẽ để lại một lực phản công nhỏ. Bằng cách này, Nhân dân tự vệ đã có đủ sức mạnh và tầm vóc khi quyền kiểm soát của chính phủ được mở rộng.:67
Nhiệm vụ của Nhân dân tự vệ nói chung bao gồm việc duy trì an ninh trong thôn xóm hoặc thị xã. Họ canh gác, tiến hành tuần tra và hỗ trợ lực lượng cảnh sát hoặc quân đội bằng cách thu thập thông tin tình báo, sơ cứu, hỗ trợ sơ tán y tế, xây dựng hàng rào phòng thủ, lắp đặt bẫy mìn đơn giản và đóng vai trò là người đưa tin. Tùy theo khả năng của mình, họ còn tham gia các hoạt động phát triển cộng đồng tại thôn. Nhân dân tự vệ sử dụng chiến thuật du kích; họ không đánh chiếm các vị trí phòng thủ cố định mà chỉ di chuyển đến những địa điểm cảnh giác vào ban đêm trong số 3 chi khu. Họ hiếm khi đối đầu trực tiếp với QĐNDVN/MTDTGPMNVN trừ khi quân số của đối phương nhỏ và dễ bị tiêu diệt. Khả năng của họ thường chỉ giới hạn trong việc cảnh báo người dân trong thôn và lực lượng thiện chiến gần nhất, đồng thời chiếm giữ các vị trí ẩn nấp dọc theo con đường tiếp cận của QĐNDVN/MTDTGPMNVN, quấy rối và bắn tỉa họ. Bất cứ khi nào đối đầu với lực lượng QĐNDVN/MTDTGPMNVN vượt trội, các đoàn viên Nhân dân tự vệ đều giấu vũ khí và hành động như những người bình thường. Theo quy định, Nhân dân tự vệ không bao giờ mạo hiểm ra ngoài vành đai phòng thủ của ấp nhưng họ có thể tham gia cùng Nghĩa quân trong các cuộc phục kích ban đêm trên các đường tiếp cận thôn hoặc tham gia các cuộc tuần tra của Nghĩa quân bên ngoài thôn, thường dưới sự lãnh đạo của Nghĩa quân. Khi tình hình cho phép, họ cũng có thể tạm thời điều động một tiền đồn của Nghĩa quân trong khi Nghĩa quân tiến hành phục kích hoặc tiến hành tuần tra bên ngoài thôn. Sự sắp xếp này đã tăng cường khả năng của Nghĩa quân và tăng cường an ninh cho thôn làng. Trong nhiều trường hợp QĐNDVN/MTDTGPMNVN xâm nhập, các đoàn viên Nhân dân tự vệ cứng rắn và giàu kinh nghiệm hơn thậm chí còn vi phạm nội quy khi tham gia Nghĩa quân để chống trả như một lực lượng phản công. Tuy nhiên, đóng góp đáng kể nhất của họ trong trường hợp QĐNDVN/MTDTGPMNVN xâm nhập thôn ấp là tổ chức nhân dân vào thế phản kháng thụ động và bất hợp tác.:69–70

## Chương trình huấn luyện
Để đảm bảo rằng Nhân dân tự vệ có thể thực hiện vai trò của mình một cách hiệu quả, chính phủ Việt Nam Cộng hòa bèn tiến hành một chương trình huấn luyện tương đối toàn diện. Một khóa huấn luyện chính thức kéo dài bốn tuần tại các trung tâm huấn luyện quốc gia dành cho toán trưởng và tiểu đội trưởng. Dù thời lượng ngắn hơn nhưng các khóa học này đủ toàn diện và được so sánh thuận lợi với các khóa học cơ bản của trung đội và tiểu đội trưởng Nghĩa quân. Việc huấn luyện Nhân dân tự vệ được các nhóm đào tạo lưu động đảm trách do Tổng nha Nhân dân tự vệ cung cấp. Đội này thường bao gồm một sĩ quan Địa phương quân, một trung đội trưởng Địa phương quân, một cảnh sát, hai hoặc ba người lính Địa phương quân có kinh nghiệm và các cán bộ Phát triển Cách mạng. Khóa huấn luyện được thực hiện tại thôn làng trong vài giờ trong ngày và được sắp xếp để tránh làm gián đoạn hoạt động bình thường của các đoàn viên Nhân dân tự vệ. Việc yểm trợ cũng tiến triển thông qua một chương trình huấn luyện tương tự nhưng mang tính kỹ thuật và chính trị hơn.:70